# Pot Miru

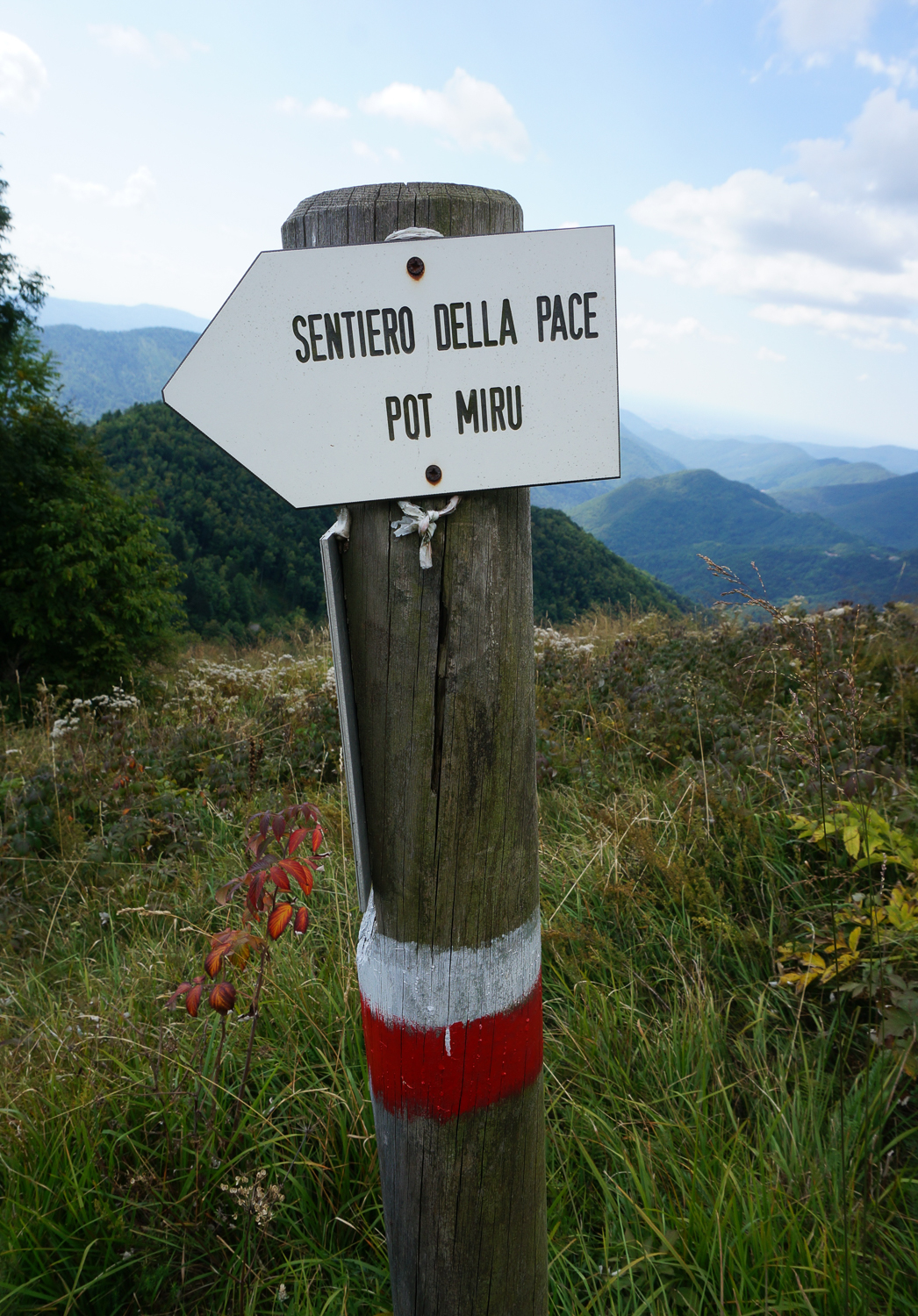

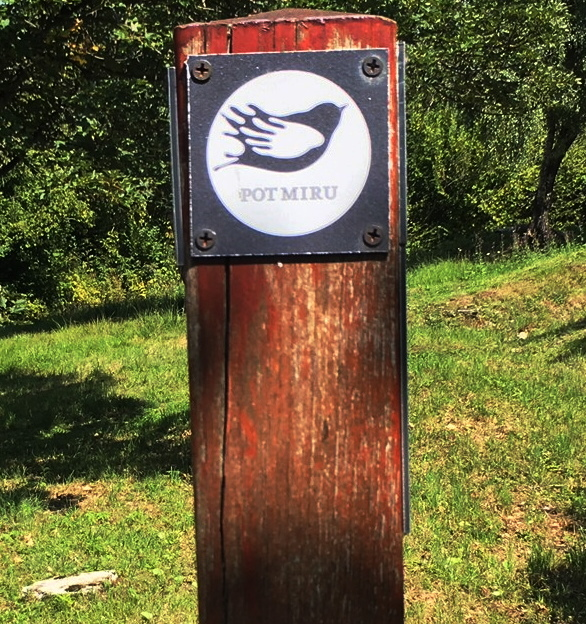

De Pot Miru (Sloveens) of Sentiero della pace (Italiaans) (Vredespad) is een langeafstandswandelpad in Slovenië en Italië langs het Isonzo-front uit de Eerste Wereldoorlog. De Pot Miru is 400 kilometer en loopt in 25 etappes van de Julische Alpen naar de Adriatische Zee.